# مريم بن بلقاسم
مريم بن بلقاسم، ولدت في 11 أغسطس 1992 في صفاقس، هي سياسية تونسية، تنتمي للحركة النهضة.

## السيرة الذاتية
تحصلت مريم بن بلقاسم على الإجازة الأساسية في القانون الخاص من كلية الحقوق بصفاقس وواصلت دراسة ماجستير بحثي في العلوم الجنائية بكلية الحقوق والعلوم السياسية بتونس.

ترشحت مريم بن بلقاسم في الانتخابات التشريعية التونسية 2019، وفازت بمقعد عن حركة النهضة في دائرة صفاقس الثانية الانتخابية.

في الجلسة الإفتتاحية للمدة النيابية الثانية ترأس راشد الغنوشي الجلسة كونه أكبر الأعضاء سنّا، رفقة أصغر النواب سنّا وهما مريم بن بلقاسم وعبد الحميد المرزوقي. في هاته الدورة النيابية، شغلت مريم بن بلقاسم عضوية كل من هاته المناصب:
- رئيسة الجلسة الإفتتاحية لمجلس نواب الشعب في دورته النيابة 2019-2024
- مؤسسة شبكة النواب الشباب بمجلس نواب الشعب مع النائب عبد الحميد المرزوقي كأصغر النواب سنا.
- عضو لجنة التشريع العام
- عضو لجنة شهداء وجرحى الثورة وملف العفو العام والعدالة الانتقالية
- رئيسة لجنة التنمية الجهوية بالمجلس الجهوي بصفاقس
- عضو مجلس شورى المغرب العربي ولجنة القوانين وموائمة التشريعات صلبه.
- عضو مجموعة الصداقة البرلمانية لدول إيران وأندونيسيا ودول شرق وجنوب آسيا.
- ممثلة مجلس نواب الشعب كإذن من رئيسه في زيارة دراسية لليونان بخصوص ملف اللاجئين مع المعهد العربي لحقوق الإنسان.

|  | - طالبة بصدد إتمام مرحلة الماجستير وفي إطار دراستي قمت بعدة تربصات تمرين مع محامين في المجال قصد تطوير مكتسباتي العلمية النظرية ودعمها بعمل تطبيقي تخصصي. - ساهمت في أنشطة الإتحاد العام التونسي للطلبة النقابة الطلابية التونسية وواكبت مؤتمرين له الخامس والسادسوترشحت باسم المنظمة عن مرحلة الاجازة في كلية الحقوق بصفاقس. - رئيس تحرير مجلة الإتجاه المجلة الطلابية التونسية واشتغلت فيها لمدة ثلاث سنوات. - سفيرة منصّة رواق التعليميّة الإلكترونيّة مهتمّة بمجالي استقطاب المحاضرين للمنصّة وتمثيلها في الفعاليات والمؤتمرات. - مهتمة بالشأن النسائي التونسي منخرطة صلب الإتحاد الوطني للمرأة التونسية وضمن الجمعية التونسية للمرأة الحرة. - مهتمة بملف الحقوق والحريات وناشطة لمدة سنتين في القطب المدني للتنمية وحقوق الإنسان. - مهتمة بفن الالقاء والتناظر ومشاركة في عديد الندوات خاصة ضمن منتدى الحقوقيين الشبان. - مدونة ضمن شبكة مدوني الجزيرة ولي مقالات تنشر في صحف الكترونية أخرى. - عضو في منتدى الشرق الشبابي. - ممثلة عن شباب حركة النهضة في الملتقى ال14 لشبيبة العدالة والتنمية بالمملكة المغربية. |

| - الإجازة الأساسية في القانون الخاص بكلية الحقوق بصفاقس (FDS) - بصدد إتمام ماجستير البحث في العلوم الجنائية بكلية الحقوق والعلوم السياسية بتونس(FDSPT) - متحصلة على شهادة في التكوين السياسي في إطار دفعة سنة 2016 لشباب الأحزاب السياسية من معهد تونس للسياسة(TSOP) . - متحصلة على شهادة نجاح في دورات لتكوين القادة السياسيين بالمؤسسات التالية: - الأكاديمية العربية العالمية للتدريب والتطوير من الجزائر. - المركز العراقي الإبداع والتطوير. - مركز إعداد القادة بتونس (LTC). - متحصلة على شهادة في الإبتكار الحكومي من قبل منصة إدراك بالإشتراك مع مركز محمد بن راشد للإبتكار الحكومي. - متحصّلة على لقب سفيرة وشهادةمن دورة نساء الأحزاب مع منظّمة أصوات نساء ضمن برنامج "سفيرات النساء للأمن والسلام". - متحصّلة على شهادة من منصة الشرق الأكاديمية بخصوص السياسات العامّة بتأطير الأستاذ عماد الدين شاهين أستاذ السياسات العامة بالجامعة الأمريكية بالقاهرة. - مشاركة في دورة بخصوص الدراسات المستقبلية ومتحصلة على شهادة في الغرض من منصة رواق الالكترونية. - متحصلة على شهادة في مهارة التحرير الإعلامي تحت إشراف الدكتور عبد الله الروساءعمل رئيسا لمكتب وكالة الأنباء السعودية في الديوان الملكي – سابقا ويعملالآنمديرالإدارةالإعلامالإلكترونيفيوكالةالأنباءالسعودية. - متحصلة على شهادة في دورة التحليل النقدي للخطاب مقدمة من طرف الدكتور تامر القزاز حاصل على الدكتوراة في مجال النقد الأدبي الحديث من جامعة حلوان عن رسالة بعنوان "مفاهيم النقد الثقافي عند إدوارد سعيد". - متحصّلة على شهادة في حقوق اللّاجئين من منظمة االعفو الدوليّة. - مشاركة في تكوين خاص بالصحة النفسية لللاّجئين من بالتعاون مع جامعة العلوم والتكنولوجيا الأردنيّة. - متحصلة على شهادة إتمام مساق بعنوان مقدّمة في العلاقات الدوليّة. - مشاركة في دورة متخصصة في الاتصال المعاصر. - مشاركة في مساق يخص مهارات القيادة الحديثة مع الأستاذ إسلام مكرم الشريف. |

## في إطار مجال المرأة والأسرة والطفولة
- متحصلة على شهادة إتمام تكوين في الصحة النفسية للطفل.
- متحصلة على شهادة في أسس التربية السليمة مؤطرة من طرف الدكتور هشام حمودة أستاذ مساعد في كلية الطِب في جامعة هارفارد الأمريكية، واستشاري الطب النفسي في مستشفى الأطفال في بوسطن ونائب رئيس الجمعية الدولية للطب النفسي للأطفال والمراهقين. وهو أيضا مستشار مع منظمة الصحة العالمية في الصحة النفسية للأطفال والمراهقين.
- متحصلة على شهادة إتمام دورة تتمحور حول توجيه سلوك الطفل وذلك تحت إشراف المدربة مريم محمد العلوي المستشارة في التربية والطفولة مختصة في تطوير الطفل وتعديل سلوكه.
- متحصّلة على شهادة في خصوص الذكاء العاطفي للطفل مع المختصّة في الطفولة بدرية المزيني.
- مشاركة حاليا في دورة بخصوص حقوق المرأة في العالم العربي وطرق تمكينها.

## في إطار البيداغوجيا وأسس التعليم والتعلم
- متحصلة على شهادة إتمام دورة في التعليم بثقة بالإشتراك مع أكاديمية الملكة رانيا لتدريب المعلمين.
- متحصلة على شهادة في دمج التعليم بالحياة حسب نظام "STEAM" الدكتورة هبة الدغيدي أستاذ مشارك في المناهج وطرق تدريس العلوم بكلية التربية للدراسات العليا بالجامعة الأمريكية بالقاهرة.
- متحصلة على شهادة في فهم الأخطاء الشائعة في تفسير معنى صعوبات التعلّم لدى الأطفال.
- متحصّلة على شهادة في التمكن من منهج منتسوري التعليمي.

## في إطار إنشاء المشاريع وإدارتها
- متحصلة على شهادة في التسويق الإلكتروني من منصة إدراك الإلكترونية.
- متحصلة على شهادة من جمعية إدارة المشاريع الأردنية في إدارة المشاريع كمهارة حياتية.
- متحصلة على شهادة في مبادئ إدارة الموارد البشرية من جمعية إدارة المشاريع الأردنية.
- متحصلة على شهادة مساق تعليمي حول إدارة المنتجات الإلكترونية يقدمه الأستاذ محمد موسى مدير منتجات سابق في شركة «google » جوجل في الولايات المتحدة ورائد أعمال في مجال تكنولوجيا الواقع الافتراضي.
- متحصّلة على شهادة ختم دروس حول العمل الحر عبر الانترنيت من خلال منصة إدراك الإلكترونية.

## في إطار القوانين المقارنة والمعارف الخارجية
- متحصلة على شهادة في فهم القانون والأنظمة في المملكة العربية السعودية مقدمة من الدكتور محمد وحيد أبو يونس أستاذ مساعد القانون الإداري بكلية الحقوق جامعة طيبة.
- متحصلة على شهاة في الجريمة المعلوماتية تحت إشراف الأستاذ المحامي فادي الرحال.
- متحصلة على شهادة في شرح نظام العمل وحقوق وواجبات العمال في المملكة العربيّة السعودية

## الانشطة في الجامعة
- مشرفة جامعة صفاقس من 2012 إلى 2014.
- عضو لجنة الاعداد للمؤتمر الأول لشباب النهضة بالجامعة رئيس لجنة النظام الداخلي.
- المقرر الأول المؤتمر الأول لشباب النهضة بالجامعة.
- نائب رئيس تحرير مجلة الاتجاه من المؤتمر الأول للفصيل إلى حدود 2014.
- عضو مكتب العمل (القيادة المركزية للطلبة)من 2014 إلى 2016 وتوليت مهمة رئيس تحرير مجلة الاتجاه ثم مسؤول العمل الثقافي.
- مقرر لجنة الاعداد المضموني للمؤتمر الثاني لشباب النهضة بالجامعة.

## روابط خارجية
- الصفحة الذاتية لمريم بن بلقاسم على موقع مرصد مجلس نواب الشعب التابع لمنظمة البوصلة.
- الصفحة الرسمية للنائب مريم بنبلقاسم على الفيسبوك